# 朋友的妹妹只纏著我
《朋友的妹妹只纏著我》（簡稱「妹纏」）是三河Ghost所著的日本輕小說系列。2019年4月起經GA文庫發行，由擔綱插畫，出版至今共10冊。截至2025年3月，本系列累積發行逾60萬本。改編漫畫由平岡平作畫，由2019年12月13日起開始連載。改編電視動畫將於2025年10月播出。

## 故事概要
大星明照出於效率至上的理念，認為追求青春只是虛度光陰，不去交對人生沒意義的朋友，不去談戀愛，而將時間用在學習、鍛鍊身體等有價值的事情上，才是正途。他在班上只有一名朋友——小日向乙馬。不過，在他悠然地過着效率生活時，乙馬的妹妹小日向彩羽卻常常纏着他，讓他不得安寧。
明照還有另一個秘密身份，就是小型美少女恐怖遊戲《黑色羔羊鳴泣之夜》的製作人。這款小有名氣的遊戲由「5樓同盟」所製作。5樓同盟由天才程式設計師「OZ」、業餘畫御姐正太色情同人誌的插畫師「紫式部老師」、擔任遊戲編劇的大熱輕小說作家「卷貝海參」、為二十多名遊戲角色配音的神秘配音員團體「旅團X」，以及製作人兼監製「AKI」所組成。其中AKI就是明照，OZ就是乙馬，紫式部老師是他們班上的老師影石菫。除了明照之外，沒有人知道旅團X的身份。5樓同盟內更是沒人知道卷貝海參是誰。
明照希望藉着這款遊戲的名氣，讓5樓同盟一起加入大型遊戲企業Honey Place Works，並為此對身為該企業社長的伯父月之森真琴作出請求，但未能輕易如願。月之森社長對明照提出一個條件。他的女兒、明照的堂姐妹月之森真白將會轉到明照的學校就讀。他為了不讓狂蜂浪蝶接近真白，希望明照能夠直到畢業為止，在學校假扮為真白的男朋友，作為讓5樓同盟加入公司的條件。

## 登場人物
以下是廣播劇CD以及電視動畫的聲優。
大星明照（聲：石谷春貴）
本作男主角。高中二年級生。效率廚。
小日向彩羽（聲：鈴代紗弓／矢野妃菜喜（2019年PV））
本作女主角之一。乙馬的妹妹。高中一年級生。在學校是個待人友善有禮，成績優異的優等生。只在明照面前卻判若兩人，常混在明照的房間，纏着明照。
月之森真白（聲：楠木燈）
本作女主角之一。明照的堂姐妹。高中二年級生。
小日向乙馬（聲：齊藤壯馬）
彩羽的哥哥。高中二年級生。
影石菫（聲：花澤香菜）
25歲。明照和乙馬的班主任兼數學老師，因其極其嚴厲的教學方式而被稱為「劇毒女王」。
影石翠（聲：近藤玲奈）
菫的妹妹。高中二年級生。
月之森真琴
真白的父親。大型遊戲企業Honey Place Works的社長。
音井
高中二年級生。協助5樓同盟配音工作的音響工程師。名字一直不明，至第10卷過去篇中才首次向讀者披露她的名字。
綺羅星金糸雀
卷貝海參的負責編輯。
影石鉱
菫的祖父。影石家當家。

## 創作
三河Ghost跟他的負責編輯交談時想到了書名，覺得這個書名很好，可以做成有趣的內容，從書名出發再增加內容，才寫成本作。至於為甚麼是「朋友的妹妹」，他指他主觀認為雖然妹妹類作品很多，但學妹類作品卻很少。比起妹妹、姐姐、青梅竹馬、委員長等屬性，學妹的滲透度要少了一些。不過，如果只是學妹，距離感就有點遠，便想到寫「朋友的妹妹」可以描述跟主角之間「絕妙的距離感」；也跟身為家人的妹妹不同，有着作為異性的新鮮感。
另外，曾創作《自稱F級的哥哥似乎要稱霸以遊戲分級的學園？》、《理想的女兒是世界最強，你也願意寵愛嗎？》等多部作品的三河又指，他在開始這部新作品前，他覺得當時正在流行温順的女主角。與此相對，他希望業界更有多樣性，更有挑戰的風潮，並認為輕小說界應該站在最前線，像以前《灼眼的夏娜》、《涼宮春日的憂鬱》等以女主角名字為招牌的時期一般，去創作更多有魅力的女角色。他認為很難以文章去勝過在手機遊戲中繁多的女角色和個性獨特的VTuber。因此，他認為「温順的女主角」不足以讓輕小說回到最前線，於是決定新作品以「煩人可愛」（ウザかわ）為主題——女主角不會順主角的意，造成主角的壓力也好，也會踏進主角的生活空間。三河在跟不同地方的人談過之後，覺得GA文庫的負責編輯跟「煩人可愛」最合拍，所以新作品就經GA文庫出版了。這是他首部經GA文庫出版的作品。

## 出版書籍

### 輕小說
| 卷數 | GA文庫（SB Creative） | GA文庫（SB Creative）                                                   | 東立出版社                  | 東立出版社                                                  |
| 卷數 | 發售日期              | ISBN                                                                    | 發售日期                    | ISBN/EAN                                                    |
| ---- | --------------------- | ----------------------------------------------------------------------- | --------------------------- | ----------------------------------------------------------- |
| 1    | 2019年4月15日         | ISBN 978-4-8156-0187-4                                                  | 2020年4月1日 2020年4月9日   | EAN 471-060-104-187-1（首刷限定版） ISBN 978-957-265-029-5  |
| 2    | 2019年7月12日         | ISBN 978-4-8156-0277-2                                                  | 2020年12月31日 2021年1月7日 | EAN 471-060-104-320-2（首刷限定版） ISBN 978-957-265-774-4  |
| 3    | 2019年11月14日        | ISBN 978-4-8156-0427-1                                                  | 2021年2月25日 2021年3月4日  | EAN 471-060-104-409-4（首刷限定版） ISBN 978-957-266-226-7  |
| 4    | 2020年3月13日         | ISBN 978-4-8156-0480-6 ISBN 978-4-8156-0479-0（附廣播劇CD特裝版）       | 2021年5月31日 2021年6月7日  | ISBN 978-957-267-003-3（首刷限定版） ISBN 978-957-266-889-4 |
| 5    | 2020年8月6日          | ISBN 978-4-8156-0623-7 ISBN 978-4-8156-0622-0（附廣播劇CD特裝版）       | 2021年7月26日               | ISBN 978-957-267-315-7                                      |
| 6    | 2020年12月10日        | ISBN 978-4-8156-0781-4 ISBN 978-4-8156-0780-7（附小冊子特裝版）         | 2021年12月30日              | ISBN 978-957-267-971-5（首刷限定版）                        |
| 7    | 2021年3月12日         | ISBN 978-4-8156-0783-8 ISBN 978-4-8156-0782-1（附廣播劇CD特裝版）       | 2022年3月28日               | ISBN 978-957-268-410-8（首刷限定版）                        |
| 8    | 2021年8月12日         | ISBN 978-4-8156-1014-2 ISBN 978-4-8156-1013-5（附廣播劇CD特裝版）       | 2022年10月20日              | ISBN 978-957-269-922-5（首刷限定版）                        |
| 9    | 2022年1月15日         | ISBN 978-4-8156-1227-6 ISBN 978-4-8156-1226-9（附廣播劇CD特裝版）       | 2023年3月23日               | ISBN 978-626-360-263-2（首刷限定版）                        |
| 10   | 2022年10月14日        | ISBN 978-4-8156-1600-7 ISBN 978-4-8156-1599-4（附第10.5卷小冊子特裝版） | 2023年8月28日               | ISBN 978-626-372-229-3（首刷限定版）                        |
| 11   | 2025年3月15日         | ISBN 978-4-8156-1912-1                                                  |                             |                                                             |

### 漫畫
2019年7月，宣佈將獲改編為由平岡平繪畫的漫畫。改編漫畫由2019年12月13日起開始於漫畫應用程式上連載。
| 卷數 | 史克威爾艾尼克斯 | 史克威爾艾尼克斯       | 東立出版社     | 東立出版社             |
| 卷數 | 發售日期         | ISBN                   | 發售日期       | ISBN                   |
| ---- | ---------------- | ---------------------- | -------------- | ---------------------- |
| 1    | 2020年8月6日     | ISBN 978-4-7575-6754-2 | 2022年10月20日 | ISBN 978-957-26-8693-5 |
| 2    | 2020年11月7日    | ISBN 978-4-7575-6929-4 | 2023年12月14日 | ISBN 978-957-26-8694-2 |
| 3    | 2021年6月7日     | ISBN 978-4-7575-7298-0 |                |                        |
| 4    | 2022年1月7日     | ISBN 978-4-7575-7550-9 |                |                        |
| 5    | 2022年7月7日     | ISBN 978-4-7575-8011-4 |                |                        |
| 6    | 2023年2月7日     | ISBN 978-4-7575-8388-7 |                |                        |
| 7    | 2023年9月7日     | ISBN 978-4-7575-8770-0 |                |                        |
| 8    | 2024年7月5日     | ISBN 978-4-7575-9288-9 |                |                        |
| 9    | 2025年3月7日     | ISBN 978-4-7575-9602-3 |                |                        |

## 迴響
截至2019年11月，本系列累積發行逾10萬本。截至2020年1月，累積發行逾20萬本。截至2020年11月，累積發行逾40萬本。截至2021年8月，累積發行逾50萬本。
本作在店員最愛輕小說大奬2020的文庫類別中排名第3位、《這本輕小說真厲害！2020》新作類別排名第7位。

## 廣播劇CD
2019年10月，宣佈將推出廣播劇CD，5名主要角色分別由石谷春貴、鈴代紗弓、楠木燈、齊藤壯馬和花澤香菜聲演。第1張廣播劇CD隨2020年3月發售的第4卷特裝版附送。2021年5月，宣佈近藤玲奈參演廣播劇CD，飾演影石翠一角，在第8卷附送的CD中首次登場。至今已推出5張廣播劇CD，分別隨第4卷、第5卷、第7卷、第8卷和第9卷的特裝版附送。

## 網絡電台節目
由2019年12月24日起，網絡電台節目《朋友的妹妹在電台也很煩人》（友達の妹がラジオでもウザい，簡稱）不定期在YouTube和Twitter播出，至今已有9集，分別於2019年12月24日、2020年1月1日、2020年2月14日、2020年4月28日、2020年7月7日、2020年12月24日、2021年5月4日、2021年8月9日和2021年12月24日播出。主持人是在廣播劇CD（及其後在電視動畫）中聲演兩位女主角的鈴代紗弓和楠木燈。

## 電視動畫
2021年1月31日，GA文庫15週年網絡活動「GA FES 2021 ～GA 15th Anniversary～」中有《朋友的妹妹只纏著我》的環節，主持人為在廣播劇CD中飾演兩名女主角的鈴代紗弓和楠木燈。該活動中宣佈本作將獲改編為電視動畫，動畫聲優沿用廣播劇CD的陣容，石谷春貴、鈴代紗弓、楠木燈、齊藤壯馬和花澤香菜繼續飾演5名主要角色。將於2025年10月播出。

### 製作人員
- 原作：三河Ghost
- 人物原案：Tomari
- 導演：古賀一臣（日语：古賀一臣）
- 劇本統籌：待田堂子
- 人物設定：佐藤勝行
- 動畫製作：BLADE（日语：BLADE (アニメ制作会社)）[2]

## 外部連結
- GA文庫特設網站（日語）
- 漫畫官方網站（日語）
- 朋友的妹妹只纏著我的X（前Twitter）
- 電視動畫官方網站（日語）